# The Addams Family (Fernsehserie)
The Addams Family (Alternativtitel: Die Addams Family) ist eine US-amerikanische Fernsehserie, die zwischen 1964 und 1966 entstand. Die Sitcom handelt von der Familie Addams, die übernatürliche Fähigkeiten besitzt und makabere Interessen pflegt. Die Serie basiert auf der seit 1938 im Magazin The New Yorker erschienenen Cartoonreihe von Charles Addams, entwickelte diese allerdings weiter: die Figuren erhielten Namen, Hintergrundstorys und ein Setting. 1977 entstand mit Halloween with the New Addams Family eine Fortsetzung.

## Produktionshintergrund
John Astin sprach ursprünglich für die Rolle des Butlers Lurch vor. Die Kinderdarsteller konnten auf Grund ihres Alters recht schlecht ihre Zeilen lesen, daher wurde ihnen ihr Text von Mitspielern vorgesagt. Daher treten Pugsley und Wednesday nicht durchgehend auf und haben recht wenig Dialog. Aus Kostengründen wurden einige Aufnahmen doppelt verwendet anstatt neue zu drehen wie z. B. Explosion der Züge oder Gomez’ Kopfstand.
Nach Absetzung bekam Lurch-Darsteller Ted Cassidy eine Kiste, aus der das „Eiskalte Händchen“ kam, als Geschenk; Jackie Coogan konnte eines seiner Kostüme als Onkel Fester mitnehmen. Kurz darauf wurde das Studio leer vorgefunden; ein Unbekannter hatte fast alle Requisiten gestohlen.

## Ausstrahlung in Deutschland und Synchronisation
Diese erste Fernsehserie lief in Deutschland erstmals 1970 in den Dritten Programmen. Es existieren von dieser Serie zwei verschiedene Synchronfassungen. Die erste entstand 1970 für den WDR bei der Berliner Synchron, wobei nur sieben Folgen synchronisiert wurden, der Rest wurde mit Untertiteln gezeigt. Die zweite wurde von der Cineart TV Synchron 1989 für Sat.1 erstellt, Dialogbuch und -regie unterlagen Michael Eder.
| Rolle                       | Darsteller     | Synchronsprecher (WDR 1970)                 | Synchronsprecher (Sat.1 1989) |
| --------------------------- | -------------- | ------------------------------------------- | ----------------------------- |
| Gomez Addams                | John Astin     | Harry Wüstenhagen                           | Frank Engelhardt              |
| Morticia Addams, geb. Frump | Carolyn Jones  | Renate Danz                                 | Kornelia Boje                 |
| Pugsley Addams              | Ken Weatherwax | Stefan Sczodrock (#1) Edeltraut Elsner (#2) | Dirk Meyer                    |
| Wednesday Addams            | Lisa Loring    | Ina Patzlaff                                | ?                             |
| Großmutter Addams           | Blossom Rock   | Ursula Krieg                                | Haide Lorenz                  |
| Onkel Fester Addams         | Jackie Coogan  | Henning Schlüter                            | Michael Rüth                  |
| Lurch                       | Ted Cassidy    | Christian Marschall                         | Fritz von Hardenberg          |